# Piano Car
Piano Car è un 
album di Stefano Ianne del 2010 pubblicato da Rai Com.

## L'album
L'album viene registrato da Stefano Amerio presso Artesuono Recording Studios da un'orchestra mista composta da elementi dell'orchestra dell'Accademia Naonis e dell'Orchestra Mitteleuropa, scelti e diretti da Valter Sivilotti. 
È un disco particolarmente contaminato. Lo dimostrano anche i guest di musicisti di diverse estrazioni.
Nel brano Shadow Boxing e in Under infatti sono presenti Nick Beggs (Kajagoogoo) allo stick (presente anche su VS), Terl Bryant (John Paul Jones) alla batteria, Ricky Portera alle chitarre. Trilok Gurtu lo troviamo sia nel brano Neda Freedom che in Under e in Too Bright. In quest'ultimo brano Gurtu duetta con John De Leo. Mario Marzi è presente in In Eden. Gennaro Cosmo Parlato invece canta nel brano Sette Cosmi.
Dopo i primi dischi di musica sinfonica, questo lavoro segna una svolta nella carriera del compositore come disco contaminato da generi e stili diversi pur mantenendo una generale cifra stilistica minimalista.

## Tracce
1. VS
2. Neda Freedom
3. Under
4. Lybel
5. Shadow Boxing con Nick Beggs, Terl Bryant, Ricky Portera
6. Quota 8100
7. Tomorrow
8. Always
9. Sette Cosmi con Gennaro Cosmo Parlato
10. W.A.M.
11. In Eden con Mario Marzi
12. Too Bright con Trilok Gurtu e John De Leo
13. Anita